# Долина духова
Долина духова (рус. Долина привидений; укр. Долина привидів) је долина која се налази на Криму, састављена од природних облика камена, на јужном делу планине Демерџи, близу града Алушта.
Камене формације у долини подсећају на статуе људи, животиња, створења из бајки, пирамиде и многе друге предмете. Предео карактерише густа магла, која се врло често ствара на овом подручју. Долина духова представља једини природни споменик од националног значаја на Криму.

## Историја
Камене формације на стенама, на југозападној падини планине Демерџи се зову долина духова. На овом простору догодила су се два већа одрона камена, у априлу 1894. и у августу 1966. године. У средњем веку планина је носила име Фуна, што означава маглу, која се због климатских услова на овом простору често ствара. Долина духова налази се на падинама Демерџи дворца чији се остаци и данас ту налазе, а постоји и пут који води до дворца, у близини долине. У близини села Фуна налазе се рушевине Демерџи дворца, који је саграђен у 13 или 15. веку, а у његовој непосредној близини се налазила двоспратна црква.
Геолози сматрају да је долина вековима била под утицајем мора, чији се ниво повећавао, а цео Крим је био подељен на мања острва. Процес који је трајао неколико хиљада година обликовао је данашњи изглед долине.

## Геологија
Планина Демерџи покрива површину од 13,8 km². Од западне до источне стране 5,5 км, а од севера до југа има површину од 3,5 km. Географи су област поделили на два дела — северни и јужни Демерџи. Северни део планине је површински већи и мало виши. Највиша тачка налази се на 1.359 метара надморске висине, док је највиша тачка јужног дела на 1239 метара. Планина Демерџи развила је конгломерате — мале фрагменте разних стена, од камена, шљунка, песка и глине, а као резултат деловања природних сила појавиле су се камене формације које обликују долину духова. Ови конгломерати формирани су веома дуго, природном путем. Разни облици стена, висине неколико десетина метара се налазе на овом простору, који се често пореди са каменим формацијама на Ускршњем острву. На врху планине присутан је ретки атмосферски феномен назван Брокенски дух.

## Клима
Долина духова има континенталну климу, типичну за Крим, са топлим летима и благим зимама. Просечна температура у јануару износи −0.8 °C, док је у најтоплијем месецу јулу просек 20,4 °C. Варијација годишње температуре је око 21,2 °C, а сува клима одржава температуру воде стабилном, која износи од 0 до 8 °C. Октобар је најсушнији месец, са просечним падавинама од 40 мм. Највећи број падавина је у децембру, са просеком од 81 мм.
| Клима Crimea                                       | Клима Crimea | Клима Crimea | Клима Crimea | Клима Crimea | Клима Crimea | Клима Crimea | Клима Crimea | Клима Crimea | Клима Crimea | Клима Crimea | Клима Crimea | Клима Crimea | Клима Crimea  |
| Показатељ \ Месец                                  | .Јан.        | .Феб.        | .Мар.        | .Апр.        | .Мај.        | .Јун.        | .Јул.        | .Авг.        | .Сеп.        | .Окт.        | .Нов.        | .Дец.        | .Год.         |
| -------------------------------------------------- | ------------ | ------------ | ------------ | ------------ | ------------ | ------------ | ------------ | ------------ | ------------ | ------------ | ------------ | ------------ | ------------- |
| Максимум, °C (°F)                                  | 2,6 (36,7)   | 3,1 (37,6)   | 6,3 (43,3)   | 13,3 (55,9)  | 18,6 (65,5)  | 22,8 (73)    | 25,7 (78,3)  | 25,2 (77,4)  | 20,7 (69,3)  | 14,7 (58,5)  | 9,3 (48,7)   | 5,1 (41,2)   | 13,95 (57,12) |
| Просек, °C (°F)                                    | −0,8 (30,6)  | −0,3 (31,5)  | 2,4 (36,3)   | 8,5 (47,3)   | 13,7 (56,7)  | 17,7 (63,9)  | 20,4 (68,7)  | 19,9 (67,8)  | 15,6 (60,1)  | 10,2 (50,4)  | 5,7 (42,3)   | 2,0 (35,6)   | 9,6 (49,3)    |
| Минимум, °C (°F)                                   | −4,1 (24,6)  | −3,7 (25,3)  | −1,4 (29,5)  | 3,8 (38,8)   | 8,8 (47,8)   | 12,7 (54,9)  | 15,1 (59,2)  | 14,6 (58,3)  | 10,5 (50,9)  | 5,8 (42,4)   | 2,2 (36)     | −1,1 (30)    | 5,27 (41,48)  |
| Количина падавина, mm (in)                         | 69 (2,72)    | 54 (2,13)    | 46 (1,81)    | 41 (1,61)    | 49 (1,93)    | 58 (2,28)    | 47 (1,85)    | 47 (1,85)    | 42 (1,65)    | 40 (1,57)    | 56 (2,2)     | 81 (3,19)    | 630 (24,8)    |
| Извор: http://en.climate-data.org/location/273874/ |              |              |              |              |              |              |              |              |              |              |              |              |               |

## Дивљи свет

### Флора
У долини се налазе стабла ораха, вишње, природним изворима, потоцима и малим дубоким језерима. Доње делове обухватају ливаде, које се називају Чаири, што је локално име. Постоји 420 биљних врста, укључујући ретке врсте као што су европска тиса, Lyadvenets, Sainfoin yavlinsky, пираканта и многе друге.

### Фауна
Фауна долине духова обухвата :
- Дивље голубове, који се хране семењем
- Јаребице, које су заштићене законом
- Monticola, врсту птица која настањује и гнезди се у стеновитим пределима
- Обичну белогузу из породице дроздова
- Детлиће[13]

## Топоними
Име старог села Фуна (димљено на грчком), које се налази испод планине и близу пута за Алушту, добило је име по ковачници.
Крајем 18. века, село на овом простору је окупирано од стране Татара, који су га назвали Демерџи, што на татарском језику означава ковача. Данас село носи име Лучистое, а према записима из руске историје мештани села су променили своју локацију на основу савета геолога Николаја А. Головкинског, након одрона камена 1894. године. Други извори, односно аутори књиге Алуштон и фауна сматрају да је село пресељено због локалног власника парцела, како би он могао да прошири своје баште на месту старог села.

## Туризам
До долине духове се можи доћи преко села Лучистое, преко пута Симферопољ—Алушта—Јалта. Од села Лучистое могуће је стићи 30 минута пешке дуж асфалитираног пута, до долине, док је удаљеност села до града Алушта 4 km.

## Филмови
Долина духова била је локација за снимање неколико сцена филма Срце од дрвета рус. Сердца трех, укр. Серця трьох), који је базиран на истоименом роману. На овом подручју снимане су сцене и за совјетски филм Каквкаски заточеник, 2014. године.